# Babys Siebensachen
Babys Siebensachen (englischer Originaltitel The Baby’s Catalogue) ist ein Kinderbuch von Allan und Janet Ahlberg, das im Jahr 1982 von dem britischen Ehepaar gemeinsam geschrieben und illustriert wurde. Die deutsche Erstausgabe erschien 1983 beim Oetinger Verlag.

## Inhalt
Das Buch begleitet sechs Babys bzw. Kleinkinder und ihre Familien durch ihren Tag vom Aufstehen bis zum Schlafengehen und zeigt wie in einem Katalog jede Menge Bilder von Personen und Dingen, die im Leben der Allerkleinsten von Bedeutung sind: Mamas, Papas, Geschwister, Spielsachen, Lebensmittel, Gartengeräte, Hochstühle und Kinderwagen, kleine Hoppalas, Spiegel, Tiere, Bücher und Tätigkeiten wie baden, spielen und schlafen.

## Hintergrund
Janet und Allan Ahlberg wurden zu Babys Siebensachen durch ihre eigene Tochter Jessica inspiriert, die von Katalogen aller Art – Versandhauskataloge, Gartenbaukataloge, Kataloge für Motorradzubehör – fasziniert war. Auf Grund dieser Begeisterung beschlossen die Eltern, einen eigenen „Katalog für Babys“ zu kreieren.

## Rezeption
Kristie Thomas Beavin und Lillian N. Gerhardt schreiben in ihrer Rezension zu Babys Siebensachen: „Die Einbeziehung des Kindes in das Leben der Familie ist überall sichtbar. So wird der Katalog zu mehr als einer bloßen Auflistung von Gegenständen, Ereignissen und Menschen, die die Welt eines Babys ausmachen; er ist vielmehr eine Vision davon, wo und wie ein Kind ins Leben passt.“ The Herald schreibt in einem Artikel im März 2016: „Allan Ahlbergs Bücher sind kleine glänzende Leuchttürme der Kürze; winzige Destillationen der Welt eines Kindes. Fügen Sie Reim, Rhythmus, Kadenz und Spaß hinzu, sowie die entzückend zierlichen und detaillierten Illustrationen seiner verstorbenen Frau Janet, und Sie haben vielleicht die besten Bücher, die jemals für sehr kleine Kinder geschrieben wurden: Peepo!, The Baby’s Catalogue, Each Peach Pear Plum.“ Geraldine Brennan schreibt in ihrer Buchrezension: „Das Buch ist typisch britisch, zum Beispiel gibt es Brunnenkresse, Radieschen und Battenbergkuchen zum Tee. Das hat seiner Beliebtheit nicht geschadet, es wurde in viele Sprachen übersetzt.“ Weniger euphorisch zeigte sich die New York Times: „Die zarten Aquarell-Windeln auf der Wäscheleine, Hochstühle, Pobacken und Entchen sind zu pastellig und süß. Sie laden nicht zum Besprechen ein und illustrieren auch nicht immer den Text. Im Abschnitt ‚Unfälle‘, vermutlich eine Darstellung von Missgeschicken kleiner Kinder, füttert ein kleines Mädchen ganz bewusst einen Kuchen an ihr Hündchen und ein kleiner Junge wirft Bauklötze in ein Goldfischglas. Die Bezeichnung ‚Hoppalas‘ wäre wohl zutreffender, würde die Autoren aber um einen herablassenden Scherz auf Kosten ihrer Schützlinge bringen.“

## Auszeichnungen
- Notable Children’s Book, Booklist, 1983[2]
- Best Book, School Library Journal, 1983
- Pick of the Lists, American Bookseller, 1983
- Family Circle, Best Book for Kids, 1983

## Referenzen
Babys Siebensachen ist in dem literarischen Nachschlagewerk 1001 Kinder- und Jugendbücher – Lies uns, bevor Du erwachsen bist! für die Altersstufe 0–3 Jahre enthalten.

## Ausgaben
- The Baby’s Catalogue. Kestrel Books, Großbritannien 1982 (englisch, librarything.com).
- Babys Siebensachen. Oetinger, 1983.